# Ebba d'Aubert
Ebba d'Aubert, född Bergström 5 juli 1813 i Uppsala-Näs socken, Uppsala, död 10 februari 1860 i Hovförsamlingen, Stockholm, var en svensk konsertpianist. Hon var associé vid Kungliga Musikaliska Akademien.

## Biografi
Ebba d'Aubert föddes 5 juli 1813 på prästgården i Uppsala-Näs socken, Uppsala. Hon var dotter till kyrkoherden Erik Bergström och Christina Charlotta Tillströmsson. Hennes far var före 1833 domprost i Uppsala domkyrkoförsamling. D'Aubert var gift med andre konsertmästaren vid Hovkapellet, violinisten Eduard d’Aubert. 
Hon uppträdde på flera konserter som pianist. D'Aubert blev associé vid Kungliga Musikaliska Akademien 1849. Hon avled 10 februari 1860 i Hovförsamlingen, Stockholm.